# Virovitica
Virovitica je grad na sjeveroistočnom dijelu Hrvatske, a na sjeverozapadnom dijelu Slavonije, te je kulturno, političko, sportsko i administrativno sjedište Virovitičko-podravske županije. Smještena je na sjeveroistoku Hrvatske u nizinskom i ravničarskom području. Virovitica predstavlja krajnji zapadni dio Slavonije, tj. graniči s dijelom koji nosi ime Podravina (uglavnom područje Pitomače, Đurđevca, Novigrada). 
Ime Virovitica kao magna villa Wereucha pojavljuje se prvi puta 1234. godine u Kolomanovoj povelji kojom je Virovitica dobila titulu samostalnog kraljevskog trgovišta. Očito je želja vladara bila privući strane obrtnike, trgovce i službenike u grad dajući njegovim stanovnicima ovlasti uz daleko manje obveze i plaćanja, koja su bili dužni davati. Geoprometni položaj i smještaj Virovitice kroz njezinu povijest, a pogotovo danas, određen je križištem dvaju važnih hrvatskih i europskih prometnih smjerova: nizinom Drave longitudinalno od zapada prema istoku i iz srednjeg Panonskog prostora transverzalno prema jugu. Na tako važnom križištu logično je nastajanje i jačanje trgovišta i grada, koji je obavljao važne središnje funkcije za širu okolicu. Osobito je važna, za smještaj Virovitice, povoljnost prijelaza Drave na smjeru Barcs (HU) – Terezino Polje – Virovitica. Središnja godišnja manifestacija je Rokovo u Virovitici.

## Etimologija imena grada
U latinskim pisanim ispravama u 13. stoljeću, Virovitica se spominje u obliku Wereuce, Wereuche, Veruche ili Verouche, pa se opravdano drži da se na jeziku tadašnjih hrvatskih starosjedilaca izgovarala [Verevče]. Taj naziv dobila je najvjerojatnije prema potoku koji je silazio s obližnje Bilogore i proticao pored samoga naselja. Isti potok zove se danas Ođenica, a zabilježen je i kao Odžin potok. Na starijim kartama potok nosi ime Odčenska rijeka. Stoga neće biti sigurna hipoteza o nekom hodži koji je na tom potoku imao vodenicu.
Da se naziv Verevče u predtursko doba odnosio na naselje i potok, dokazuje povelja iz 1248., a to se kasnije ponavlja u više navrata. Tako npr. 1508. za virovitički franjevački samostan kaže se u jednoj ispravi da se nalazi in opido Werewcze prope fluvio Werewcze (u gradu Verevče kraj rijeke Verevče). Podrijetlo toga hidronima očito je praslavensko i označuje svojstvo ove vode kao nemirne i virovite. Osnutkom naselja taj hidronim usvojen je kao toponim, a to je uobičajeno u svim našim krajevima. Prema tome ime grada Virovitice tijekom srednjega vijeka glasilo je Verevče ili Verevca i taj naziv nastao je prema ranije postojećem hidronimu potoka, koji je tuda protjecao. Na velikoj karti Slavonije od Laziusa iz 1556. grad je označen kao Werewcze, a naziv Virovitica (Virouiticza) susrećemo prvi put u Vramčevoj kronici, dok se dalje u većini povijesnih isprava spominje u obliku Werowiticza, Werouitiza ili Verovitiza.

## Stanovništvo
Grad Virovitica se sastoji od 10 naselja, a to su: Čemernica, Golo Brdo, Jasenaš, Korija, Milanovac, Podgorje, Rezovac, Rezovačke Krčevine, Sveti Đurađ i Virovitica.
Kretanje stanovništva u gradu Virovitici od 1857. do 2011. prema podacima Državnog zavoda za statistiku:
| Godina | Broj stanovnika |
| ------ | --------------- |
| 1857.  | 4.869           |
| 1869.  | 6.356           |
| 1880.  | 6.540           |
| 1890.  | 7.762           |
| 1900.  | 8.980           |
| 1910.  | 9.682           |
| 1921.  | 11.234          |
| 1931.  | 13.088          |
| 1948.  | 13.222          |
| 1953.  | 15.136          |
| 1961.  | 17.578          |
| 1971.  | 19.367          |
| 1981.  | 20.905          |
| 1991.  | 22.931          |
| 2001.  | 22.618          |
| 2011.  | 21.291          |

| broj stanovnika | 4869  | 6356  | 6540  | 7762  | 8980  | 9682  | 11243 | 13088 | 13222 | 15136 | 17578 | 19367 | 20905 | 22931 | 22618 | 21291 | 19302 |
|                 | 1857. | 1869. | 1880. | 1890. | 1900. | 1910. | 1921. | 1931. | 1948. | 1953. | 1961. | 1971. | 1981. | 1991. | 2001. | 2011. | 2021. |

| broj stanovnika | 4093  | 5501  | 5379  | 6175  | 6688  | 7025  | 9366  | 8701  | 8051  | 9411  | 11696 | 13032 | 14991 | 16167 | 15589 | 14688 | 13486 |
|                 | 1857. | 1869. | 1880. | 1890. | 1900. | 1910. | 1921. | 1931. | 1948. | 1953. | 1961. | 1971. | 1981. | 1991. | 2001. | 2011. | 2021. |

## Povijest
Najstarije naseobine ljudi na području današnje Virovitice nalazimo u obližnjem brdskom zaleđu Bilogore. Prema tim pokazateljima tu su obitavali najstariji paleolitski ljudi. Bili su lovci, sakupljači hrane, a kretali su se širokim prostranstvima između Bilogore i rijeke Drave. Oko današnje Virovitice u pretpovijesno vrijeme živjela su ilirsko panonska plemena. O tim se plemenima ima spoznaje samo preko arheoloških nalaza. Pouzdanije podatke o plemenima i naseljima iz ovog kraja se ima od antičkih zemljopisaca. Biocenoze koje su dominirale ovim krajem bile su velike hrastove šume koje su zauzimale velike površine te močvare kroz koje je ljudima bilo gotovo nemoguće prolaziti. 
Od šestog stoljeća bilježi se dolazak Slavena i Avara te pobjedu Hrvata nad Avarima. Od tog događaja na prostoru između Save i Drave dominiraju Slaveni.
Godina „rođenja“ Virovitice je 1234. godina. Tada je slavonski herceg Koloman, sin kralja Andrije II. i brat Bele IV., Virovitici izdao povelju kojom je tadašnje naselje dobilo status povlaštenog trgovišta s odgovarajućim slobodama, odnosno, virovitičkim došljacima podaren je status građana slobodnog grada. Povelja je bila iznimno značajna u dobivanju punopravnog statusa srednjovjekovnoga grada, u vrijeme kada slična prava nisu imala mnoga mjesta u Slavoniji. U tom je vremenu Virovitica uživala iznimno značajan položaj pa su je često za posjećivanje, čime se potkrepljuje već navedena tvrdnja, koristili kraljevi iz kuće Arpadovića koji su tu imali i svoj sezonski dvorac. Istodobno, u Virovitici i oko nje, Koloman II. imao je svoje velike posjede. Današnji Zagreb, povijesno Gradec, „papirnato“ je zaživio u Virovitici. Povijest bilježi da je kralj Bela IV. bježeći pred Mongolima prema Trogiru preko Gradeca, izbjegao tragediju. Vraćajući se iz Trogira prema Slavoniji, Bela IV. zastao je u Virovitici gdje je tadašnjem Gradecu, današnjem Zagrebu, dodijelio status slobodnog grada, odnosno „Zlatnu bulu“. Bilo je to 16. studenog 1242. godine.
Povijest bilježi da je novo razdoblje za Viroviticu započelo 1429. godine kada je kralj Sigismund založio svoj kraljevski posjed za 10.000 forinti Emeriku Marczalyu. Tako je Virovitica postala privatni posjed te su Emerik i Ivan Marczaly dobili Viroviticu u trajno vlasništvo. Grad je nakon toga mijenjao vladare. Povijest Virovitice bilježi i pobunu seljaka u Donjoj Bukovici, 1479. godine, kada su se pobunili protiv pavlinskog samostana u koji su provalili, razbili brave te pretukli redovnike. Godinu dana kasnije pavlini i "svetogrdnici" su se izmirili jer su se pavlini odrekli naknade za štetu, a seljaci su odustali od potraživanja prema samostanu. Godine 1552. Turci i njihov Ulama Paša osvojili su Viroviticu koja je tada bila posjed Stjepana Banffya. Zadnji zapovjednik Virovitice Juraj Brodjanin i njegovih 50 haramija bili su bespomoćni pred naletom višestruko nadmoćnijeg neprijatelja te su se predali. Virovitica je pripala Požeškom sandžaku. Virovitica postaje snažno tursko središte. Imala je posadu od 300 konjanika i 300 pješaka. Pod turskom vladavinom postala je čvrst grad, okružen zidovima s jednom utvrdom u kojoj je smješteno topništvo s oko 300 kuća i 400 ljudi sposobnih za oružje, a u njoj stalno borave kapetan i turske age. Nalazila se u šumi medu drvećem i bila je četverokutnog oblika.
Kraj turske vladavine stigao je 1684. godine kada je carski general Leslea natjerao kapetana Alibega Muftiju na predaju. Iz Virovitice je tada otišlo 300 članova posade i oko 1000 turskih građana. Virovitica je potom pripojena Đurđevačkoj kapetaniji, a do kraja ljeta grad i njegova okolica zauvijek su oslobođeni od Osmanlija. Od tada započinje novo, mnogo povoljnije, razdoblje u razvoju Virovitice i cijelog tog kraja. Čitavo je virovitičko imanje 1753. darovnicom Marije Terezije dodijeljeno obitelji Pejačević, i to barunu Marku III. Aleksandru Pejačeviću, prvom srijemskom županu, i njegovim rođacima Josipu, Henriku i Ignjatu, kao naknada za imanje Mitrovicu, koje je pripojeno Vojnoj krajini. Nešto kasnije barunska obitelj dobiva grofovstvo i uzima naslov Pejačevići Virovitički. Na mjestu srednjovjekovne tvrđave koja je srušena na prijelazu iz 18. u 19. stoljeće, grof Antun Pejačević daje izgraditi dvorac, čija je gradnja trajala od 1800. do 1804. godine, prema projektu austrijskog arhitekta N. Rotha.
U 19. stoljeću virovitički ogranak Pejačevića dolazi u financijske poteškoće te prodaje dvorac i pripadajuće vlastelinstvo, koje dolazi u ruke knezova Schaumburg-Lippe te doživljava novi gospodarski uspon. Danas se u dvorcu nalazi Gradski muzej. Oko dvorca je njegovani perivoj, djelomično devastiran izgradnjom gradskog bazena.
Virovitica se najviše počela razvijati u 20. stoljeću. Tako je 1902. godine otvorena Opća javna bolnica. Imala je 59 kreveta, jednog liječnika, pet časnih sestara, zavodskog slugu i dnevničara. Bilježi se razvoj trgovine jer je Virovitica oduvijek bila sajamski grad te razvoj drvne industrije. Tome je pridonijela i odluka Općinskog zastupstva da se Virovitica osvijetli električnom rasvjetom. Virovitička pošta dobila je telefonsku centralu, ukopčanu u promet s Bečom, a potom i s Trstom. Virovitica polako počinje dobivati današnje konture. Otvara se kinematograf, a nakon I. svjetskog rata otvorena su četiri razreda virovitičke Realne gimnazije. Napokon, 1921. godine Virovitica je proglašena gradom. U drugoj polovici 20. stoljeća bilježi se novi gospodarski zamah, a pritom se otvaraju mnogobrojna poduzeća i obrti. Virovitica se kontinuirano razvija do današnjeg dana kada je postala iznimno važno i jako regionalno središte.
U novijoj hrvatskoj povijesti Virovitica ima veliku, iznimno značajnu ulogu u Domovinskom ratu, posebice jer je Virovitica bila izraz stremljenja velikosrpske čežnje. Povijesne činjenice predstavljaju osobnu kartu identiteta svakog područja, grada, naroda i države pa je doprinos Virovitice u Domovinskom ratu i u obrani Hrvatske od srpskog agresora i agresije bivše JNA na Hrvatsku važan element povijesne istine o ulozi i značaju Virovitice u Domovinskom ratu i obrani Hrvatske. U toj cjelini vrlo važno mjesto ima suđenje Virovitičanima koji su zarobljeni u siječnju 1991. godine, a suđeno im je na Vojnom sudu u Zagrebu u prvoj polovici iste godine. Virovitica je bila prvi oslobođeni grad u Hrvatskoj jer je 17. rujna 1991. godine, u 11 sati i 20 minuta, zauzeta vojarna bivše vojske. Nekoliko dana prije toga zauzeta je i karaula i granični prijelaz Terezino Polje čime je Republika Hrvatska dobila svoju međunarodnu granicu. Akciji oslobađanja vojarne, uz jednu žrtvu, Vladu Vampovca, sudjelovalo je oko 400 pripadnika 50. samostalnog bataljuna Zbora narodne garde, MUP-a i rezervnog sastava policije. Iz 50. samostalnog bataljuna ZNG Virovitica, koji je osnovan po zapovijedi tadašnjeg ministra obrane generala Martina Špegelja, proizišla je 127. brigada ZNG Virovitica, jedna od najjačih brigada u Hrvatskoj, u kojoj je bilo aktivirano preko 4000 ljudi. Ratni zapovjednik 127. brigade bio je general pukovnik Đuro Dečak. Nakon formiranja 127. brigade prva ratna operacija širih razmjera bila je akcija "Otkos 10" u kojoj je na Bilogori, oko Grubišnog Polja, oslobođeno oko 3000 kilometara teritorija. Slijedilo je oslobođenje Zapadne Slavonije i ostala hrvatska ratišta sve do Oluje i potpunog oslobođenja Hrvatske. U svim važnijim akcijama, ne samo oslobađanja virovitičke vojarne već i u ostalim akcijama, virovitički su borci svojim junaštvom ostavili neizbrisiv trag u stvaranju novije hrvatske povijesti. Premda nije bila pod takvom ugrozom kao neka druga mjesta u Hrvatskoj, neprijateljski napadi nisu mimoišli Viroviticu. 7. studenoga 1991. četnička diverzantska skupina iz zasjede je ubila šestoricu pripadnika 127. brigade HV u okolici Virovitice.

## Uprava
Ostvarujući zajednički interes u unapređivanju gospodarskog, društvenog i kulturnog razvitka, Grad Virovitica uspostavlja i održava suradnju s drugim jedinicama lokalne samouprave u zemlji i inozemstvu, u skladu sa zakonom i međunarodnim ugovorima. Grad Virovitica je samostalan u odlučivanju u poslovima iz samoupravnog djelokruga u skladu s Ustavom Republike Hrvatske i zakonom. U samoupravnom djelokrugu obavlja poslove lokalnog značaja kojima se neposredno ostvaruju prava građana i to osobito poslove koji se odnose na: uređenje naselja i stanovanje, prostorno i urbanističko planiranje, komunalno gospodarstvo, brigu o djeci, socijalnu skrb, primarnu zdravstvenu zaštitu, odgoj i obrazovanje, kulturu, tjelesnu kulturu i šport, zaštitu potrošača, zaštitu i unapređenje prirodnog okoliša, protupožarnu zaštitu i civilnu zaštitu, promet na svom području, održavanje javnih cesta, izdavanje lokacijskih dozvola i svih ostalih dozvola i drugih akata vezanih za gradnju te provedbu dokumenata prostornog uređenja i ostale poslove sukladno posebnim zakonima. Gradsko vijeće Grada Virovitice može posebnom odlukom pojedine poslove iz samoupravnog djelokruga grada, čije je obavljanje od šireg interesa za građane na području više jedinica lokalne samouprave, prenijeti na Virovitičko-podravsku županiju, u skladu s njezinim Statutom, odnosno preuzeti poslove od Virovitičko-podravske županije ako to nije u suprotnosti sa zakonom. Gradsko vijeće predstavničko je tijelo građana i tijelo lokalne samouprave koje donosi odluke i akte u okviru prava i dužnosti Grada te obavlja i druge poslove u skladu s Ustavom, zakonom i Statutom. Gradsko vijeće čini 21 vijećnik. Ako zakonom ili drugim propisom nije jasno određeno nadležno tijelo za obavljanje poslova iz samoupravnog djelokruga, poslovi i zadaće koje se odnose na uređivanje odnosa iz samoupravnog djelokruga u nadležnosti su Gradskog vijeća, a izvršni poslovi i zadaće u nadležnosti su gradonačelnika.
Gradonačelnik je odgovoran za ustavnost i zakonitost obavljanja poslova koji su u njegovu djelokrugu i za ustavnost i zakonitost akata upravnih tijela Grada. Gradonačelnik može, za potrebe donošenja akata i prijedloga akata te izvršavanju odluka i drugih akata, za proučavanje i razmatranje pojedinih pitanja, za izvršavanje određenih poslova i zadataka, osnovati Kolegij gradonačelnika kao
savjetodavno stručno tijelo. Kolegij čine pročelnici upravnih tijela Grada. Sukladno temama i aktima koji se razmatraju, gradonačelnik može sazvati i prošireni sastav Kolegija koji čine direktori trgovačkih društava kojima je Grad osnivač, ravnatelji ustanova, te druge stručne osobe iz javnog života. Kolegij radi sukladno pravilima koje donosi gradonačelnik.

## Zemljopis
Virovitica je danas središte teritorija od 642 km², na kojemu ima oko 70 naselja s više od 50.000 stanovnika. Za Viroviticu u današnjem vremenu vrlo je značajno što se nalazi u blizini hrvatsko-mađarske granice. U poslijeratnom razdoblju prometne veze sa susjednom Mađarskom ograničene su zbog neobnovljene željezničke veze preko Drave. Cestovne prometnice zadovoljavaju današnje potrebe grada, ali doskora će se morati prići izgradnji široke transverzalne ceste preko Bilogore. Podravska cesta od Varaždina do Osijeka preko Virovitice nema u prometnom pogledu isto značenje kao A1 ili A6. To vrijedi i za željezničku prugu od Zagreba do Osijeka, koja ima pretežno naš interurbani karakter. Na toj željezničkoj trasi Virovitica je najznačajnije urbano središte između Koprivnice i Osijeka. Taj položaj može današnja Virovitica ojačavati urbanim utjecajima na širu okolicu. Takav proces već je započeo izgradnjom industrijskih zona u gradu, a počinje se očitovati i u okolnim mjestima te kretanju stanovništva šire okolice. Virovitica ima doista sve prirodne uvjete da izraste u vodeće urbano, industrijsko i gospodarsko središte Podravine na izduženom prostoru između Osijeka i Koprivnice. Južna granica virovitičke gravitacijske zone uvjetovana je reljefnom strukturom toga dijela Slavonije, izduženom i oniskom Bilogorom te znatno višim i šumovitijim Papukom.
Geografski se položaj Virovitice mijenjao. Još pred manje od jednog stoljeća Virovitica nije bila granično mjesto dviju država, pa je imala i drukčiju geografsku i gospodarsku poziciju. Ona je tada bila županijsko mjesto na ključnom mostobranu Ugarske, preko kojega se širio mađarski geopolitički i privredni utjecaj na zapadni dio Slavonije. Virovitica je i tada bila važna za šire područje između Drave i Save. U Virovitici i oko nje stalno su se odvijali događaji koji su utjecali na zbivanja u ukupnoj povijesti Slavonije. Stoga nije slučajno što se u tome gradu od srednjega vijeka nalazi središte jedne od najstarijih slavonskih župa odnosno županija. Osvrt na još ranije faze prošlosti pokazuje da su ovdje i u vremenu antike obitavali ljudi i da se duž čitave Podravine živjelo slično kao u svim panonskim krajevima između Drave i Save.
Svakako da vlažna i niska podravska ravnica nije u velikoj davnini bila pogodna za naseljavanje ljudi. Tu su se tada nalazile guste i vlažne hrastove šume u kojima je obitavala divljač i zvjerad. Najstarije naseobine ljudi na virovitičkom području susrećemo u obližnjem brdskom zaleđu Bilogore. Tu su nedvojbeno obitavali najstaiji paleolitski ljudi koji su se kao lovci ili skupljači hrane kretali na prostranim arealima od brdskih lokaliteta do šumskih lovišta u blizini Drave. Oni su zimi odlazili dalje na zapad do svojih pećinskih skloništa, gdje su uz oganj i prikuljanje zalihe hrane mogli čekati da prođe duga zima te da bi ponovno mogli krenuti istim putovima svoga prirodnoga godišnjem biogitma.

## Promet
Geoprometni položaj i smještaj Virovitice kroz njezinu povijest, a pogotovo danas, određen je križištem dvaju važnih hrvatskih i europskih prometnih smjerova: nizinom Drave longitudinalno od zapada prema istoku i iz srednjeg Panonskog prostora transverzalno prema jugu. Na tako važnom križištu logično je nastajanje i jačanje trgovišta i grada, koji je obavljao važne središnje funkcije za širu okolicu. Osobito je važna, za smještaj Virovitice, povoljnost prijelaza Drave na smjeru Barcs (HU) – Terezino Polje – Virovitica.

## Gospodarstvo
Grad Virovitica jedno je od značajnijih gospodarskih točaka sjeverne Hrvatske. Unatoč velikim problemima koji su se pojavili u tranzicijskom razdoblju, kao i nedaćama koje je donijelo ratno razdoblje, virovitičko gospodarstvo pokazalo se vitalnim i sposobnim da uspješno sudjeluje u suvremenim gospodarskim tijekovima i da započne dugo očekivani razvoj i ekspanziju. Virovitičko gospodarstvo ima sve bitne faktore za daljnji razvitak: važna prirodna bogatstva, kvalificiranu radnu snagu, idealan prometno-geografski položaj, duga proizvodna tradicija, povoljne mikro-lokacijske uvjete i slično. Na šumskim bogatstvima izgradila se drvna industrija, na razvijenoj poljoprivrednoj proizvodnji prehrambena, na povoljnostima tla duhanska, na bogatstvu gline opekarska industrija, na obilju kvalificirane radne snage tekstilna i obućarska, a na tradiciji niknule su mnoge radionice, obrti, trgovine i druge tercijarne i kvartarne djelatnosti. Što se tiče drvne industrije, u Virovitici djeluje najjača tvrtka za proizvodnju uredskog namještaja u Republici Hrvatskoj. Današnji drvni gigant TVIN d.o.o. svoje korijene vuče iz pilane "Drach" koja je započela s radom 1913. godine. Od tada pa do danas kroz razne oblike organizacije proizvodnje, rukama vrsnih slavonskih drvodjelja stvaraju se ovdje prvoklasni proizvodi. Godine 1952. usvaja se proizvodni program uredskog namještaja što postaje i ostaje temeljna odrednica današnjeg TVIN-a. Danas je TVIN društvo s ograničenom odgovornošću u potpunom vlasništvu zaposlenika, bivših i sadašnjih. Osamdesetih godina prošlog stoljeća veže se sa švedskom tvrtkom Ikea koja osigurava plasman na europsko tržište. Poljoprivredno okružje odavna na ovom prostoru stvara temelj za prehrambenu industriju. 
Najveća tvrtka na ovom području je tvrtka Silosi d.o.o. Virovitica koja se bavi proizvodnjom, skladištenjem i preradom žitarica. Svoje prethodnike ima u nekadašnjoj poznatoj tvrtki Poljopromet te mlinovima koji su postojali u prošlim stoljećima. 
Tvornica šećera u Virovitici najmlađa je i najmodernija šećerana u Hrvatskoj. Gradnja tvornice započela je 1976. godine, a u probnu proizvodnju puštena je 1980. godine s dnevnim kapacitetom prerade od 4000 tona šećerne repe. Tvornica je od početka rada osposobljena i za preradu alternativnih sirovina za proizvodnju šećera, od kojih je najznačajniji uvozni sirovi šećer od šećerne trske. Od 1984. godine tvornica posluje u sastavu PIK-a Virovitica, a prestankom njegova rada 1991. godine ponovo postaje samostalni poslovni subjekt. Tvornica šećera Virovitica se od svog osnivanja nalazila u izuzetno teškom položaju zbog administrativnog određivanja cijene šećera i nedovoljne količine sirovina, što nije moglo osigurati kvalitetno poslovanje i ostvarivanje dobitka. Situacija se donekle popravila u drugoj polovici 1980-ih godina uvođenjem programa uslužne dorade šećerne repe iz Mađarske i značajnim ulaganjima u proizvodnju. No, 1990-ih veliki uvoz i nekontrolirani ilegalni ulaz šećera ugrozili su domaću proizvodnju i drastično smanjili cijenu šećera, a hrvatske su se šećerane našle pred kolapsom. U teškoj ekonomskoj situaciji, Tvornica šećera Virovitica nije mogla poslovati. Osječka tvrtka Novalić kupila je tvornicu 1998. godine, a nedugo nakon toga preuzela ju je nizozemska tvrtka Cosun. Samo godinu dana kasnije nad tvornicom je otvoren stečajni postupak zbog ukupnog dugovanja većeg od 575 milijuna kuna. Nakon restrukturiranja tvornice i zaustavljanja negativnih trendova u poslovanju stvoreni su uvjeti da se prodajom na tržištu pronađu strateški partneri kako bi tvornica izašla iz stečaja i nastavila s radom. Tako su u lipnju 2002. godine tvrtke EOS-Z iz Zagreba i Robić iz Velike Gorice su zajedničkom ponudom kupili svu imovinu Tvornice šećera Virovitica u stečaju, za iznos od 110 milijuna kuna. Istovremeno je osnovana tvrtka Viro, društvo s ograničenom odgovornošću, na koju je prenesena kupljena imovina tvornice. Viro je započeo s radom 5. rujna 2002. Jedan je od najvećih izvoznika i najprofitabilnija tvrtka u prehrambenoj industriji. Od privatizacije 2002. godine šećerana ostvaruje kontinuirani rast poslovanja i dobiti. U proteklih devet godina uloženo je više od 400 milijuna kuna u novu opremu te je Viro postao najmodernija tvornica šećera u Hrvatskoj.
Tu je i čitav niz manjih pogona za preradu poljoprivrednih proizvoda u gradu i užoj okolici. Krajem pedesetih godina, 20. stoljeća osnutkom tvrtke Viržinija koja se bavi proizvodnjom, otkupom i obradom duhana, kreće uzgoj duhana na ovim prostorima. Duhan je danas jedna od glavnih kultura koju uzgajaju poljoprivrednici u Podravini i dijelu Slavonije. Prije nekoliko godina, Viržinija preko tvrtke Hrvatski duhani ulazi u sastav Tvornice duhana Rovinj, danas jedne od vodećih tvrtki u Hrvatskoj. Nositelj metalne proizvodnje je Rapid Virovitica, koji je nastao nakon drugog svjetskog rata. U svojoj prošlosti prolazio je kroz nekoliko faza uspona i padova, zavisno od situacije na tržištu. Tijekom 90-ih godina tvrtka dolazi u najveću krizu tijekom svog postojanja te odlazi u stečaj, nakon čega ju preuzimaju privatni investitori koji uspješno nastavljaju daljnju proizvodnju. Uz RS-Metale postoji i čitav niz obrtnika koji su razvili metalnu proizvodnju i kooperiraju s velikim sustavima. Trgocentar d.d. Virovitica je najveća trgovačka tvrtka na ovim prostorima. Djeluje preko 40 godina. Uz Robnu kuću u centru grada i niz prodavaonica u gradu i okolici, odnedavno u okviru same tvrtke posluje i moderni Robni centar. Trgovačka tvrtka Trgocentar d.d. Virovitica nastala je integracijskim procesima trgovačkih tvrtki virovitičkog kraja u ranim šezdesetim godinama 20. stoljeća. Naime, 1961. godine odlukama upravnih tijela ostvareno je inkorporiranje sedam trgovačkih tvrtki iz Virovitice i jednog iz Špišić Bukovice u jedno trgovačko poduzeće – Trgocentar. Tada su se udružila trgovačka poduzeća Drava, Kvalitet, Napredak, Nova trgovina, Merkur, Promet i Zvijezda iz Virovitice i Lendava iz Špišić Bukovice. Novoformirano trgovačko poduzeće poslovalo je kroz 42 prodavaonice u Virovitici i bližoj okolici, te je zapošljavalo 241 djelatnika. Prateći suvremena kretanja u trgovini na malo, Trgocentar 1962. godine otvara Opskrbni centar, prvo samoposluživanje u tadašnjoj općini Virovitica, ali i brojne suvremene specijalizirane prodavaonice. Integracijski procesi trgovačke mreže se nastavljaju i odlukom skupštine općine Virovitice od 22. prosinca 1963. godine, trgovačko poduzeće Trgocentar iz Virovitice i trgovačko poduzeće Podravina iz Suhopolja, ujedinjuju se u jedinstveno trgovačko poduzeće na veliko i malo za područje cijele općine Virovitica. Smatra se da je na taj dan osnovan Trgocentar iz Virovitice.
Nova trgovačka tvrtka zapošljavala je 358 djelatnika i raspolagala sa 74 prodavaonice: 46 mješovitih, 26 specijaliziranih i 2 samoposluživanja. Uspješno je zadovoljavala potrošačke potrebe stanovništva jer se 60% trgovačkih aktivnosti ostvarivalo kroz prodajne objekte Trgocentra. Radi podizanja kvalitete ponude i usluge investicijskim ulaganjima modernizirani su maloprodajni objekti, ali i izgrađena upravna zgrada sa suvremenim centralnim skladištem 1968. godine. Prateći trendove u trgovini na malo i razvoj novih oblika prodaje koji stavljaju naglasak na samo-izbor i samoposluživanje, 1978. godine Trgocentar otvara, na 4000 m², robnu kuću univerzalnog tipa, smještenu u samom središtu Virovitice. 2003. godine realizirana je ideja o Robnom centru, suvremenom prodajnom objektu na 3000 m² otvorenog i zatvorenog prodajnog prostora. Trgocentar d.d. Virovitica dobitnik je plakete Zlatna kuna Hrvatske gospodarske komore – Županijske komore Virovitica za 1994. i 2002. godinu u kategoriji velikih trgovačkih društava. Poljoprivredna zadruga branitelja Zlatni vrtovi osnovana je u travnju 2006. godine s ciljem udruživanja branitelja, ujedno i proizvođača voća i povrća s područja Virovitičko-podravske županije radi ostvarenja zajedničkih interesa u proizvodnji i plasmanu poljoprivrednih proizvoda. Danas Zadruga okuplja 10 zadrugara te više od stotinu kooperanata koji suradnjom sa Zadrugom većinu svojih proizvoda plasiraju na tržište Republike Hrvatske. Zadruga posjeduje vlastitu otkupnu stanicu, s hladnjačom i pripadajućim skladištem, a trenutačno je u izgradnji pogon za konfekcioniranje i pakiranje voća i povrća.

## Kultura

### Glazbena umjetnost
Virovitica je grad bogate kulturne baštine. Začetak svih virovitičkih kulturnih blaga seže u vrijeme netom nakon Hrvatskog narodnog preporoda; buđena hrvatstva te državne, nacionalne, povijesne i kulturne svijesti. Osnovna glazbena škola Jan Vlašimsky Virovitica započela je s radom 1886. godine kada je u Viroviticu iz Češke došao Jan Vlašimsky koji je bio prvi voditelj i učitelj škole. Škola u kojoj se tada svirala violina je u to doba imala jednu učionicu koja se nalazila u Dvorcu Pejačević. Danas školu pohađa nekoliko stotina učenika, a kulturno – javna djelatnost škole je vrlo zapažena. Redovito se održavaju koncerti, a učenici škole sudjeluju na svim važnijim kulturnim događajima u gradu. Od 2006. godine Osnovna glazbena škola Jan Vlašimsky organizator je Proljetnih zvukova Jana Vlašimskog. Društvo za promicanje glazbe, preteča današnje Gradske glazbe, osnovano je 1883. godine. Nadzapovjednik Vatrogasnog društva (Wagner) okupio je te godine doseljene glazbenike, koji su uglavnom bili Česi, te osnovao malu glazbenu kapelu.
Svirali su u Virovitici i okolici. Ipak, za život glazbe u Virovitici, pa tako i Gradske glazbe tog doba, neizostavno se bilježi ime Jana Vlašimskog. On je bio prvi kapelan i učitelj Gradske glazbe. Zahvaljujući njemu stvorene su osnove glazbenih udruga koje djeluju i danas. U Glazbi su svirali uglavnom obrtnici, radnici i seljaci, a nakon I. svjetskog rata polovica članova glazbe potjecalo je iz obitelji Šolc i Mikolčević. 1936. godine, nakon 50 godina rada, Društvo napušta dugogodišnji kapelnik Jan Vlašimsky. Odlazeći, predlaže da mjesto kapelnika preuzme Tomo Župan. Pod njegovim vodstvom Glazba postaje sve aktivnija. Po završetku 2. svjetskog rata nastavlja se rad, a od tada su kapelnici bili Franjo Mikolčević, Tomo Župan, Antun Zvonko Zalar, Damir Mihaljević i Silvio Paloš. U drugoj polovici 20. stoljeća, Gradska glazba bilježi velike uspjehe, mnogobrojne nastupe, a orkestar ima nekoliko desetaka članova. 1990. godine Glazba ulazi u novoobnovljene društvene prostorije koje omogućuju bolje uvjete za rad i probe, a 1991. godine gotovo svi mladi glazbenici sudjeluju u Domovinskom ratu i stoga je doprinos Gradske glazbe u vrijeme rata iznimno velik. Gradska glazba danas u velikom puhačkom orkestru ima tridesetak glazbenika, a dio mladih glazbenika 1993. godine osnovao je novu sekciju "Ohio band".
Proljetni zvuci Jana Vlašimskog održavaju se u počast skladatelju, dirigentu, učitelju i kapelniku Janu Vlašimskom koji je u glazbenom životu Virovitice djelovao punih 50 godina koji je, iako rodom iz Češke, za to vrijeme postao ugledni građanin Virovitice, jedan od osnivača virovitičke Gradske glazbe i Češke besede. Ova međunarodna glazbena manifestacija posvećena je klasičnoj glazbi, a izrasla je na dugogodišnjoj tradiciji glazbenog obrazovanja u Virovitici koja seže još do 19. stoljeća. Tom prigodom kroz desetak koncerata klasičnih glazbenika iz Hrvatske i inozemstva, predstavljaju se suzvučja različitih epoha – od renesansnih plesova do suvremenih kompozicija. Osim eminentnih umjetnika koncertiraju i učenici različitih dobnih skupina iz mnogih hrvatskih glazbenih škola. Povijest Hrvatskog pjevačkog društva Rodoljub datira iz listopada 1880. godine. Tada je održana osnivačka skupština, a prvi je predsjednik bio Josip Matić. Inicijativa za osnivanje je potekla iz narodne čitaonice. Uz predsjednika Josipa Matića među najzaslužnijima za osnivanje je učitelj Đuro Žakić koji je bio zborovođa od 1880. do 1890. godine.
Prvi nastup zbor bilježi iste godine na Silvestrovo u prepunoj dvorani Kasina. Dolaskom Jana Vlašimskog "Rodoljub" je ostvario vrlo uspješan niz aktivnosti. HPD "Rodoljub" postao je mjesto iznimno darovitih pjevača, glazbenika, kulturnih djelatnika, poklonika glazbe i umjetnosti uopće. Iz čitaonice i HPD "Rodoljub" niknulo je uskoro i Društvo za promicanje glazbe pa i virovitička Glazbena škola. Oba društva osnovana su već 1883.god. i pripadaju među najstarije u sjevernoj Hrvatskoj. U Franjevačkom samostanu sačuvana je zastava "Rodoljuba" iz 1914. godine. Na zastavi je na crvenoj podlozi slika svete Cecilije, zaštitnice pjevača i svirača, uokvirena lijepo izvezenim baroknim zlatnim okvirom. Iznad slike je zlatom izvezeno "Pojmo rodu", a ispod slike "Za slobodu" i godina 1914. „Rodoljub“ je danas društvo s iznimno bogatom tradicijom koje okuplja više desetaka članova i koji su neizostavni dio bilo kakve značajnije svetkovine u gradu Virovitici, ali i šire. Bilježe nastupe na mnogobrojnim koncertima u Hrvatskoj i inozemstvu, a osim toga organiziraju i samostalne nastupe. Kamilo Kolb, orguljaš, skladatelj, pjevač i dirigent osnovao je Crkveni pjevački zbor svete Cecilije župe sv. Roka 1930. godine. Tijekom boravka u Virovitici Kamilo Kolb pisao je i skladbe za Zbor.
Njegovim odlaskom Zbor su uvježbavali i njime ravnali Roberto Borenić, časne sestre Tihomira i Ljudmila, franjevci Silvije Večerin, Ivan Holetić, Hadrijan, Trpimir Leko, Kornelije Šojat, Josip Vrbanac, Ivan Sršen, Ivan Miklenić... Kada je krajem 2004. godine u Virovitici gostovao Hrvatski brass quintet iz Zagreba, koji je virovitičkoj publici priredio nezaboravni glazbeni doživljaj, nitko osim jednog glazbenika amatera iz publike nije niti pomislio da će Virovitica u vrlo kratkom vremenu dobiti ovakav sastav. Odmah nakon tog koncerta, istinski zaljubljenik u glazbu, amater Mario Kolarević krenuo je u osnivanje nove glazbene udruge pod nazivom Brass quintet Virovitičko-podravske županije. Okupivši oko sebe amatere, istomišljenike i zaljubljenike u ovu vrstu glazbe, bez i malo oklijevanja naručuje prve notne aranžmane i kreće s prvim probama. 19. veljače 2005. godine, udruga Brass quintet Virovitičko – podravske županije potvrđuje svoj nastanak upisujući se pod istim imenom u registar udruga Republike Hrvatske. U početku djeluje kao samostalna udruga da bi nakon godinu dana svoga rada prešao u sekciju pri novoosnovanoj udruzi „Puhački orkestar Virovitičko-podravske županije“. Sljedeće godine, polovicom siječnja, udruga ovjerava svoje novo ime s upisom u registar Udruga RH. U ožujku 2006. godine virovitički glazbenici izdaju prvi nosač zvuka pod nazivom "Svetom Roku", na kojemu se nalazi četrnaest skladbi. Članovi udruge su glazbenici amateri koji pored svojih svakodnevnih obveza nađu vremena za glazbeno obrazovanje i usavršavanje na svojim instrumentima. U listopadu 2008. godine quintet mijenja ime u Brass quintet grada Virovitice te izdaje svoj drugi nosač zvuka „Brass Jocker“.

### Suvremena glazba
Virovitica je hrvatskoj suvremenoj zabavnoj glazbi dala sastav Vatru, kao i finalista prvog izdanja hrvatske inačice showa The Voice, glazbenika Marina Jurića-Čivru.
U veljači 2024. radio The Room FM počeo je raditi na 97,0 FM.

### Dramska umjetnost
Povijest kaže da je prva predstava odigrana 3. veljače 1900. godine u jednoj gostionici koja se zvala „Grčić“. Uz koncert tamburaškog društva „Sloga“ virovitički su glumci izveli predstavu „Sluge muzikanti“. Gotovo četvrt stoljeća kasnije 1924. osnovana je "Sekcija gospode i gospojica za diletantske predstavekoja će zasebno od tamburaškog zbora biti podučavana u diletantskim predstavama". Ta skupina izvela je 1928. i cjelovečernju predstavu koja je gostovala i izvan Virovitice. Iz te je tradicije nastalo profesionalno kazalište 1945. godine. Iznimno su vrijedan ansambl pa su tako u 2006. godini izveli 217 predstava gdje ih je prema procjenama vidjelo 55 070 gledatelja. Virovitičani i Kazalište vole se javno. Ljubav prema kazalištu oduvijek je vidljiva, a plod toga su i dvije iznimno vrijedne kazališne manifestacije, VIRKAS i Virovitičko kazališno ljeto. To su vremena kada Viroviticu posjećuju mnogobrojni kazališni ansambli iz cijele Hrvatske, kada na „daskama koje život znače“ gostuju popularna glumačka imena. VIRKAS se održava zimi, a Virovitičko kazališno ljeto, kako mu i naziv kaže, ljeti. Te kulturne manifestacije redovito ispunjavaju sva očekivanja organizatora, sudionika i publike. Na repertoaru su različiti kazališni žanrovi, od klasika do suvremenih komada, od komedija do dječjih predstava čime se njeguje spoj ljubavi između ljudi i kazališta od najranije dobi.

### Kulturno-umjetničko društvo
U okviru poduzeća Rapid osnovano je RKUD „Rapid“. Bilo je to 1982. godine. Osim toga, u okviru poduzeća Poljoprivredno industrijskog kombinata Virovitica, te 1988. godine pokrenuta je inicijativa za osnivanjem Kulturno – umjetničkog društva „PIK Virovitica“. Bili su to počeci današnjeg KUD –a Virovitica. Tadašnje društvo (RKUD „PIK Virovitica“) djelovalo je u tri sekcije: folklorna, tamburaška i pjevački zbor. Zbog Domovinskog rata društvo prestaje s radom, a 1993. godine zaljubljenici u folklor, bivši članovi RKUD „PIK Virovitica“ i RKUD „Rapid“ okupili su se i obnovili rad folklorne i tamburaške sekcije pod jednim nazivom – RKUD „PIK Virovitica“. Kasnije je promijenjeno ime u današnji KUD Virovitica, a predsjednik je društva od 1993. godine Branko Počić. Društvo njeguje koreografirani, a djelomično i izvorni folklor te pučke običaje i vjerske svetkovine. U svom repertoaru ima postavljeno 10-ak koreografija iz Slavonije, Podravine, Zagorja, Posavine, Like, Splita te svetkovina Božića. KUD Virovitica neizostavni je sudionik svih značajnijih manifestacija u gradu Virovitici te Virovitičko-podravskoj županiji, a zabilježili su i brojna međunarodna predstavljanja.

### Likovna umjetnost
Likovni klub Virovitica osnovan je 1970-ih godina zajedničkom idejom Zlatka Kovačevića Saxa i Dušana Šarića. Prvi sastanak za osnivanje kluba održan je u srpnju 1978. godine u kupoli dvorca Pejačević.
Prva zajednička izložba članova Likovnog kluba Virovitica održana je 5. listopada iste godine, za Dan Virovitice, a za izbornika radova je angažiran Nikola Trick. Klub je nastavio s organizacijom brojnih izložbi u Jugoslaviji i Mađarskoj. Za prvog predsjednika je izabran Dušan Šarić 4. veljače 1979. godine.
Godine 1984., nakon smrti akademskog slikara Nikole Trika, klub je preimenovan u Likovni klub "Nikola Trick" u njegovu čast. Tijekom 30 godina postojanja, klub je postao neizostavni sudionik kulturnog života Virovitice, organizirajući samostalne izložbe, likovne kolonije, radionice za učenike osnovnih škola te mnoge druge kulturne manifestacije.
Virovitica se također može pohvaliti dugogodišnjom tradicijom njegovanja stripa pod okriljem udruge Strip Club 85., koja od 1985. kontinuirano objavljuje kultni strip-fanzin Gavran te povremeno organizira stripovske manifestacije u gradu. Neki od najpoznatijih virovitičkih stripaša kroz povijest su Franjo Martin Fuis, Roko Idžojtić i Davor Schunk.

## Obrazovanje
U Virovitici, kao i u drugim hrvatskim gradovima, školstvo se začinje pod okriljem crkve; samostani su bili ne samo žarišta vjere, nego i prosvjete, a prvi su učitelji bili svećenici i redovnici. Vjerojatno je već u srednjem vijeku, kada su u Virovitici pored franjevaca djelovali i dominikanci, počelo proučavanje mladeži ili barem pripremanje svećeničkog pomlatka, ali su podaci o tome uništeni u vrijeme turskih prodora u ove krajeve. Tek iz inozemnih arhivskih dokumenata, koje još valja istražiti, saznajemo da su mladići iz virovitičkog zavičaja odlazili na studije u Mađarsku, Austriju, Italiju.
U vrijeme turske vladavine u Virovitici nije bilo uvjeta za školsku djelatnosti, a nakon odlaska Turaka obnavlja se franjevački samostan i franjevci se javljaju kao učitelji. Kako je Virovitica bila uključena u crkveni sustav izobrazbe budućih svećenika, pokazuju i podaci iz 18. i početka 19. stoljeća. Tako znamo da su u više navrata od 1730. do 1825. u virovitičkom samostanu održavane franjevačke provincijske studije filozofije, moralike i govorništva. Samostanski arhiv čuva dokumente o predavačima, odnosno lektorima i magistrima te studentima svećenicima i klericima. Tu su pohranjeni rukopisi (pisani latinskim jezikom), koje su napisali predavači, a neka njihova predavanja zabilježili su vrijedni slušači. Studije su vodili gostujući predavači, koji su se selili iz jednog samostana u drugi, ali su neki i dulje boravili u Virovitici te obnašali čelne dužnosti u samostanu i župi). U doba prosvjetiteljstva, napose u drugoj polovici 18. stoljeća, prema odredbama Općeg školskog reda iz 1774., trebalo je u svakom gradu, trgovištu ili župi ustrojiti školu gdje bi se poučavalo čitanju, pisanju, računavanju i vjeronauku, a uz to i vladanju u poljodjelstvu. Iste, 1774., u izvješću Kraljevskog namjesničkog vijeća, potpisano je 17 škola u Zagrebačkoj biskupiji i među njima nalazi se pučka škola u Virovitici.
Veliku su ulogu u obrazovanju imali i grofovi Pejačević. Utemeljili su školsku zakladu, kojoj se kasnije priključuju svećenici nadbiskupije zagrebačke Kos i Dvojak te đakovački biskup Matić.
Prvi podatci o izobrazbi djece u Virovitici zabilježeni su 1757. a vezani su uz franjevce koji su poučavali mladež. O povezanosti franjevaca i školstva potvrđuje i sačuvan zapis u virovitičkom samostanu. 1819. podignuta je zgrada pučke škole čiji su nacrti sačuvani, ali je izgorjela u velikom požaru koji je harao Viroviticom 1871. Početkom 20. stoljeća postoji zgrada niže pučke škole s djevojačkom i dječačkom školom. Zgrada je izgorjela 1943. i tada je izgubljena i dokumentacija. Poslije Drugog svjetskog rata osnovnoškolska nastava uglavnom se održavala u zgradi gimnazije. Tada počinje izgradnja nove škole na današnjem Trgu Ljudevita Patačića u kojoj je škola djelovala od školske godine 1951./52. 1953. uvodi se obvezno sedmogodišnje osnovno školovanje i osnivaju se u gradu dvije osnovne škole. I. osnovna škola djeluje u novoizgrađenoj zgradi, obuhvaća zapadni dio grada i nastavlja tradiciju pučkog, tj, osnovnoškolskog djelovanja u gradu Virovitici. Školstvo 50-tih godina obilježeno je nastojanjem da se nastava što bolje organizira iako nije bilo stručnog kadra. Uvodi se novi nastavni plan i program, ali još se radi u tri smjene.
Sredinom 1957. donesen je zaključak da I. osnovna škola u Virovitici, jedna od izabranih u Hrvatskoj, radi sljedeće školske godine kao eksperimentalna škola. Također je zaključeno da radi kao jedinstvena osmogodišnja škola. Uz redovnu nastavu u školi rade mnoge grupe koje su okupljene u Klubu mladih tehničara, Sportskom društvu "Mladost" i Kulturno prosvjetnom društvu ¨Napredak. Društvo ¨Naša djeca¨ i Zajednica doma i škole u svoj su rad uključivali i roditelje organizirajući različite manifestacije, a dobivenim sredstvima pomagali školsku prehranu i siromašnim učenicima.
Gimnazijsko obrazovanje u Virovitici ima skoro stogodišnju tradiciju. Odluka o gradnji gimnazijske zgrade je donijeta 1908. godine; zgrada je dovršena 1914., no zbog prvog svjetskog rata nastava je odgođena, a školska zgrada privremeno je služila kao bolnica. Naredbom Hrvatsko-slavonsko-dalmatinske zemaljske vlade, Odjela za bogoslovlje i nastavu, određeno je da se početkom školske godine 1918./19. privremeno otvore prvi, drugi i treći razred realne gimnazije zagrebačkog tipa. Zgrada gimnazije imala je vodovod, parno grijanje i dvoranu za tjelesni odgoj. To ju je svrstavalo među najuređenije škole u sjevernoj Hrvatskoj. Između dva rata Gimnaziju je pohađalo u prosjeku 400 učenika, a 1944. čak 582. 1968. godine, prigodom 150 obljetnice rođenja zavičajnog pjesnika Petra Preradovića, Gimnazija u Virovitici dobiva njegovo ime. 1977. godine reformom školstva gimnazije se ukidaju i stapaju se s drugim školama u centre za usmjereno obrazovanje, da bi 1991. ponovo postale samostalne škole. 1994. školi se vraća ime Petra Preradovića, a 19. ožujka na dan rođenja Petra Preradovića, Gimnazija svake godine obilježava svoj Dan škole.
Danas u Virovitici djeluje nekoliko odgojno obrazovnih ustanova:
- Dječji vrtić Cvrčak Virovitica
- Osnovna škola Ivane Brlić Mažuranić Virovitica
- Osnovna škola Vladimir Nazor Virovitica
- Centar za odgoj, obrazovanje i rehabilitaciju Virovitica
- Gimnazija Petra Preradovića Virovitica
- Katolička klasična gimnazija s pravom javnosti u Virovitici
- Tehnička škola Virovitica
- Industrijsko-obrtnička škola Virovitica
- Strukovna škola Virovitica
- Visoka škola za menadžment u turizmu i informatici u Virovitici

## Šport
Virovitica je oduvijek bila grad rukometa. Rukomet je u Virovitici zaživio davne 1948. godine, u vrijeme dok je u gradu šećera i klompi, boravio Vilim Tičić. Njegovim dolaskom počela je djelovati rukometna sekcija. Ženski klub je do današnjih dana u nekoliko navrata mijenjao imena. Zvao se i Drvodjelac i Virovitica i TVIN. Današnji TVIN Trgocentar je nesumnjivo klub bogate povijesti u kojem je nastupalo niz reprezentativki. Od 13. do 20. srpnja 1957. godine u Virovitici je održan najznačajniji sportski događaj u njezinoj povijesti. U tih je sedam dana Virovitica bila domaćin Svjetskog prvenstva u rukometu za žene, odnosno skupine u kojoj su bile reprezentacije Danske, Austrije i Rumunjske (drugoj skupini domaćin je bio Beograd). Prvo su mjesto u toj skupini osvojile Dankinje, a u dvobojima za poredak od 7. do 9. mjesta, u Virovitici, su igrale reprezentacije Poljske, Švedske i Rumunjske. Utakmice su igrane pod reflektorima na novom rukometnom stadionu na današnjem TVIN-u.
Svakoj utakmici prisustvovalo je 3000 gledatelja. Tih je tjedan dana Virovitica živjela s rukometom. Inače, u reprezentaciji tadašnje države koja je osvojila treće mjesto, nastupilo je čak pet igračica iz Virovitice, odnoso Katarina Hosi Tičić, Branka Mihalić, Ankica Ostrun, Marija Šerbeđija Sabljak i Lackica Horak. Tako su Virovitičanke, u dva navrata, bile prvakinje bivše države i tih se godina (kasnih 60-tih) u idealnim postavama nije moglo ne pronaći neku igračicu iz Virovitice. Nakon uspona uslijedio je pad. Rukometno zatišje uslijedilo je u 70-im, 80-im i 90-im godinama. Rukometni procvat bilježi se u posljednjih šest godina kada trener postaje profesor Darko Međimorec. Od tada su "lavice" bile i kadetske prvakinje Europe (2000. godine švedski Partille) dok je najveći dio njihovih igračica bio u postavi Gimnazije Petra Preradovića koja je 2002. godine u Grčkoj postala srednjoškolski prvak svijeta. Od 2004. godine TVIN Trgocentar nastupio je u tri finala Kupa. 2005. godine bile su doprvakinje Hrvatske iza Podravke Vegete. U novije su vrijeme seniorske reprezentativke bile Virovitičanke Zdenka Krušelj, Maja Kožnjak, Dijana Batelka i Maja Maloča. Muški se rukometni klub danas zove Viro Virovitica. On nije imao toliko uspjeha kao ženski rukomet, ali im je i dalje želja prva liga. U posljednjih 15 godina triput su imali velike prigode za ulazak u društvo najboljih, no niti jednom nisu, kroz dodatne kvalifikacije, uspjeli ostvariti povijesni san.
Borilačke vještine u Virovitici imaju dugu tradiciju. Počeci karatea, danas najtrofejnijeg sporta u Virovitici bilježe se prije 40 godina. Ipak su najznačajniji rezultati ostvareni u posljednjih desetak godina. Tada je u Virovitici pod stručnim nadzorom trenera Maksa Šenjuga stasala izrazito kvalitetna generacija karatašica/karataša koje predvodi Mirna Šenjug. Od tada virovitički karate donosi medalje s velikih međunarodnih europskih i svjetskih smorti i natjecanja. Mirna Šenjug je tako višestruka osvajačica medalja sa svjetskih i europskih prvenstava te neprikosnovena u tom segmentu u Hrvatskoj. U posljednjih se nekoliko godina sve češće spominje ime Ivana Škrablina, srebrnog i brončanog s Prvenstva Hrvatske u borbama. Treba izdvojiti i ful contact u kojem je Mladen Carević bio Europski prvak u Ateni 1986. godine., te brončani na SP 1979. godine u SAD-u.
Nogomet nikada u Virovitici nije zaživio „punim plućima“. Povijest bilježi da je najveći uspjeh Virovitica doživjela kao stanovnik 2. HNL, u sezoni 2003./2004. Prije toga, dugi je niz godina Virovitica imala trećeligaše (TVIN ili VGŠK/Virovitica). Najpoznatiji igrač s ovog područja je Ivan Šuprna koji je nakon igranja u VGŠK-u nastupao za Građanski, a u karijeri je nastupio i u Interu te kasnije u nizu francuskih prvoligaša. Značajnije uspjehe postizali su malonogometaši koji su 2006. godine proslavili 20 godina postojanja. Malonogometaši su dugi niz godina igrali u Prvoj ligi dok danas imaju status drugoligaša. Na korak do prve lige bili su košarkaši Virovitice. Naime, 2003. godine dogurali su do kvalifikacija za 1. ligu. Danas su članovi Druge košarkaške lige. Tenis je sport koji bilježi značajnu rezultatsku ekspanziju, a posebno se to odnosi na mlađe teniske generacije. Najveći uspjeh kuglanja u ovom stoljeću bio je kada su se kuglačice Slobode TVIN plasirale u Prvu ligu.
Od 1997. održava se karting utrka Nagrada Virovitice.

### Ostali sportovi
- stolni tenis: Stolnoteniski športski klub Virovitica
- rukomet: RK Viro Virovitica
- plivanje: Plivački klub Virovitica

## Gradovi prijatelji
S ciljem unapređivanja suradnje medu građanima, zbližavanja mladeži kroz kulturu i sport, te unapređenja i razmjene iskustava u radu gradskih uprava Grad Virovitica potpisao je sporazume o suradnji i prijateljstvu sa sljedećim gradovima:
- Barča, Republika Mađarska, 16. kolovoza 1996.
- Traunreut, Republika Njemačka, 16. kolovoza 1998.
- Vyškov, Česka Republika, 8. prosinca 2001.
- Jajce, Bosna i Hercegovina, 13. rujna 2012.

## Poznati stanovnici
- Ljiljana Bunjevac Filipović, hrvatska televizijska voditeljica i autorica dokumentarnih filmova
- Mirko Daniel Bogdanić (1762. – 1802.) – matematičar i astronom
- Fortunat Pintarić (1798. – 1867.) – hrvatski skladatelj, franjevac, učitelj pjevanja i orguljanja
- Petar Preradović (1818. – 1872.) – hrvatski pjesnik
- Tomislav Maretić (1854. – 1938.) – slavist
- Jan Vlašimsky (1861. – 1942.) – glazbenik
- Josip Bösendorfer (1876. – 1957.) – hrvatski povjesničar
- Mara Matočec (1886. – 1967.) – pučka spisateljica, pjesnikinja, dramatičarka, političarka; borkinja za ženska prava, javna i prosvjetna djelatnica
- Kamilo Kolb (1887. – 1965.) – skladatelj orguljaš, zborovođa, glazbeni kritičar, publicist.
- Andrija Hebrang (1899. – 1949.) – hrvatski političar
- Miroslav Feldman (1899. – 1976.) – književnik
- Franjo Fuis (1908. – 1943.) – novinar i pisac
- Ivan Kreiziger (1908. – 1977.) – kartograf
- Franjo Paulik (1921. – 1995.) – hrvatski operni pjevač, tenor; solist zagrebačke opere
- Nikola Trick (1926. – 1984.) – slikar
- Teodor Trick (1930.) – slikar
- Đuro Dečak (1952.) – umirovljeni general pukovnik HV-a, predsjednik Hrvatskog lovačkog saveza, predsjednik Udruge dragovoljaca i veterana Domovinskog rata
- Jasenko Houra (1960.) – glazbenik
- Renata Pokupić (1972.) – operna pjevačica
- Edita Schubert (1947. – 2001.) – hrvatska umjetnica transavangarde
- Stjepan Zimmerman (1884. – 1963.) – sveučilišni profesor, filozof, predstavnik hrvatske neoskolastike
- Ksaver Šandor Gjalski (1854. – 1935.) – pravim imenom Ljubo Tito Babić, poznati virovitički zet, hrvatski pripovjedač 19. stoljeća
- Terezija Salaj Rakić (1924. – 2006.) – najistaknutija pedijatrica i humanitarka virovitičkog kraja
- Zvonimir Majdak (1938.) – hrvatski pjesnik i pripovjedač, začetnik hrvatske jeans proze
- Milan Nikolić (1924. – 1970.) – najistaknutiji virovitički pisac, prvi autor hrvatskih krimića, u stalnim kontaktima s Agathom Christie
- Roda Roda (1872. – 1945.) – književnik i komediograf, pravim imenom Alexande Friedrich Rosenfeld
- Josip Poljak (1882. – 1962.) – geolog, napisao prvi vodič kroz Velebit
- Stjepan Ivšić (1884. – 1962.) – sveučilišni profesor slavenske usporedne gramatike, slavist
- Mirna Šenjug (1983.) – karatistica, višestruka osvajačica medalja sa svjetskih i europskih prvenstava
- Milan Neff (1920. – 2002.) – prvi profesionalni virovitički novinar, autor mnogih članaka i znanstvenih radova iz Drugog svjetskog rata u virovitičkom kraju, autor romana "Ranjeno proljeće" (1994.)
- Ivan Dečak (1979.) – pjevač virovitičkog sastava Vatra
- Marin Jurić-Čivro (1995.) – glazbenik.
- David Karlović, hrv. ekonomist i političar
- Marijeta Vidak (1992.) – rukometašica
- Velimir Čokljat, hrv. kazališni, televizijski i filmski glumac
- Draško Zidar, hrv. kazališni, televizijski i filmski glumac
- Miroslav Bertoša, hrvatski povjesničar, enciklopedist, diplomat, jedno od najznačajnijih imena suvremene hrvatske historiografije
- Darko Špondreht, hrv. nogometni sudac
- Stjepan Orešković (1960.) - poznati znanstvenik, sveučilišni profesor, investitor

## Galerija
- Crkva Sv. Roka
- Dvorac Pejačević-Schaumburg-Lippe-Drašković
- Sv. Rok, zaštitnik grada Virovitice
- Park Virovitica

## Vanjske poveznice
Mrežna mjesta
- Službene stranice
- Virovitica - virovitički povijesni portal  Arhivirana inačica izvorne stranice od 8. travnja 2012. (Wayback Machine)
- Kazalište Virovitica
- Gradska knjižnica i čitaonica Virovitica
- Virovitički list, digitalizirani arhiv
- Gradski muzej Virovitica
- Kulturno umjetničko društvo Virovitica  Arhivirana inačica izvorne stranice od 10. lipnja 2013. (Wayback Machine)
- RK Viro Virovitica  Arhivirana inačica izvorne stranice od 15. veljače 2014. (Wayback Machine)

|  | Portal Hrvatske: pristup člancima s tematikom o Hrvatskoj |